# Giedrė Paugaitė
Giedrė Paugaitė, po mężu Labuckienė (ur. 15 lipca 1990 w Możejkach) – litewska koszykarka występująca na pozycji silnej skrzydłowej oraz środkowej, obecnie zawodniczka BasketuUNI Girona.
26 maja 2017 została zawodniczką Wisły Can-Pack Kraków. 7 maja 2018 podpisała kolejną umowę z krakowskim klubem. 20 sierpnia została zwolniona.
W maju 2019 została zawodniczką Pszczółki Polski-Cukier AZS-UMCS Lublin.

## Osiągnięcia
Stan na 3 grudnia 2020, na podstawie, o ile nie zaznaczono inaczej.
Drużynowe
- Mistrzyni:
  - Ligi Bałtyckiej (2010, 2011, 2015)
  - Litwy (2010, 2011)
  - Łotwy (2017)
  - Białorusi (2015)
    - ligi Łotewsko-Estońskiej (2017)
- Wicemistrzyni:
  - Litwy (2009)
  - Białorusi (2016)[7]
- Zdobywczyni pucharu Litwy (2011)
- Finalistka pucharu:
  - Białorusi (2015, 2016)[8][7]
  - Polski (2018)[9]
- Zwyciężczyni II Memoriału Franciszki Cegielskiej i Małgorzaty Dydek - Gdynia Super Team (2017)[10]

Indywidualne
- MVP:
  - finałów ligi białoruskiej (2015)[8]
  - meczu gwiazd ligi białoruskiej (2016)[7]
- Najlepsza (według eurobasket.com):
  - środkowa ligi litewskiej (2011)[11]
  - skrzydłowa ligi białoruskiej (2015)[8]
- Uczestniczka meczu gwiazd ligi białoruskiej (2015, 2016)[8][7]
- Zaliczona do (przez eurobasket.com):
  - I składu ligi białoruskiej (2015)[8]
  - II składu ligi:
    - litewskiej (2011)[11]
    - białoruskiej (2016)[7]
    - łotewskiej (2017)[12]

  - składu honorable mention ligi litewskiej (2010)[13]
- Liderka ligi francuskiej w blokach (2012)

Reprezentacja
- Mistrzyni Europy U–18 (2008)
- Brązowa medalistka mistrzostw Europy U–16 (2006)
- Uczestniczka mistrzostw:
  - Europy:
    - 2009 – 11. miejsce, 2011 – 7. miejsce, 2013 – 13. miejsce
    - U–20 (2010 – 6. miejsce)
    - U–18 (2006 – 5. miejsce, 2007 – 10. miejsce, 2008)
    - U–16 (2005 – 9. miejsce, 2006)

  - świata U–19 (2007 – 12. miejsce, 2009 – 8. miejsce)
- Liderka mistrzostw:
  - świata U–19 w blokach (2009)[14]
  - Europy:
    - w zbiórkach:
      - U–20 (11,4 – 2010)[15]
      - U–18 (2008)

    - w blokach U–20 (2010)